# Kilkenny City FC
Bohemian FC este un club de fotbal din Comitatul Kilkenny, Irlanda.